# Chamblac
Chamblac (prononciation : [lɶʃɑ̃blak] « le chamblac ».) est une commune française située dans le département de l'Eure en région Normandie.

## Géographie

### Localisation
|         | Ferrières-Saint-Hilaire | Mesnil-en-Ouche (comm. dél. de Jonquerets-de-Livet) |
| Broglie | Chamblac                | Mesnil-en-Ouche (comm. dél. de Landepéreuse)        |
|         | La Trinité-de-Réville   | Mesnil-en-Ouche (comm. dél. de La Roussière)        |

### Hydrographie
La commune est située dans le bassin Seine-Normandie. Elle est drainée par le fossé 02 de la commune de Jonquerets-de-Livet et le fossé 04 de la commune de Landepereuse,,.

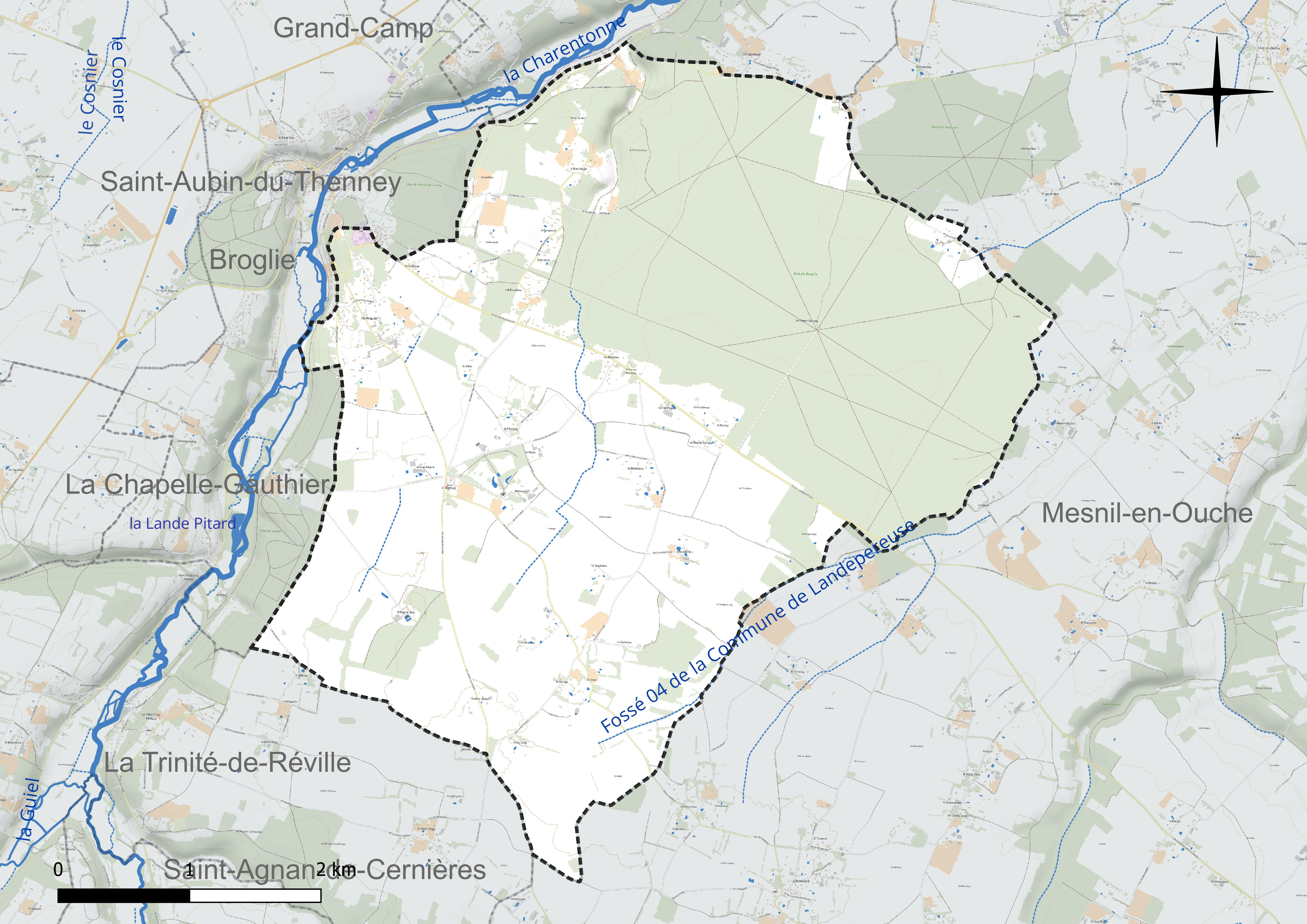
Réseau hydrographique de Chamblac.

### Climat
Pour des articles plus généraux, voir Climat de la Normandie et Climat de l'Eure.
En 2010, le climat de la commune est de type climat océanique dégradé des plaines du Centre et du Nord, selon une étude du CNRS s'appuyant sur une série de données couvrant la période 1971-2000. En 2020, Météo-France publie une typologie des climats de la France métropolitaine dans laquelle la commune est exposée à un climat océanique et est dans la région climatique  Côtes de la Manche orientale, caractérisée par un faible ensoleillement (1 550 h/an) ; forte humidité de l’air (plus de 20 h/jour avec humidité relative > 80 % en hiver), vents forts fréquents. Parallèlement le GIEC normand, un groupe régional d’experts sur le climat, différencie quant à lui, dans une étude de 2020, trois grands types de climats pour la région Normandie, nuancés à une échelle plus fine par les facteurs géographiques locaux. La commune est, selon ce zonage, exposée à un « climat contrasté des collines », correspondant au Pays d’Auge, Lieuvin et Roumois, moins directement soumis aux flux océaniques et connaissant toutefois des précipitations assez marquées en raison des reliefs collinaires qui favorisent leur formation.
Pour la période 1971-2000, la température annuelle moyenne est de 9,9 °C, avec  une amplitude thermique annuelle de 13,6 °C. Le cumul annuel moyen de précipitations est de 826 mm, avec 12,7 jours de précipitations en janvier et 8,7 jours en juillet. Pour la période 1991-2020, la température moyenne annuelle observée sur la station météorologique la plus proche, située sur la commune de Bernay à 12 km à vol d'oiseau, est de 10,9 °C et le cumul annuel moyen de précipitations est de 666,9 mm,. Pour l'avenir, les paramètres climatiques de la commune estimés pour 2050 selon différents scénarios d’émission de gaz à effet de serre sont consultables sur un site dédié publié par Météo-France en novembre 2022.

## Urbanisme

### Typologie
Au 1er janvier 2024, Chamblac est catégorisée commune rurale à habitat très dispersé, selon la nouvelle grille communale de densité à 7 niveaux définie par l'Insee en 2022.
Elle est située hors unité urbaine. Par ailleurs la commune fait partie de l'aire d'attraction de Bernay, dont elle est une commune de la couronne,. Cette aire, qui regroupe 36 communes, est catégorisée dans les aires de moins de 50 000 habitants,.

### Occupation des sols
L'occupation des sols de la commune, telle qu'elle ressort de la base de données européenne d’occupation biophysique des sols Corine Land Cover (CLC), est marquée par l'importance des territoires agricoles (55,9 % en 2018), une proportion identique à celle de 1990 (55,9 %). La répartition détaillée en 2018 est la suivante : 
forêts (44,1 %), terres arables (37,5 %), prairies (18,3 %), zones urbanisées (0,1 %). L'évolution de l’occupation des sols de la commune et de ses infrastructures peut être observée sur les différentes représentations cartographiques du territoire : la carte de Cassini (XVIIIe siècle), la carte d'état-major (1820-1866) et les cartes ou photos aériennes de l'IGN pour la période actuelle (1950 à aujourd'hui).

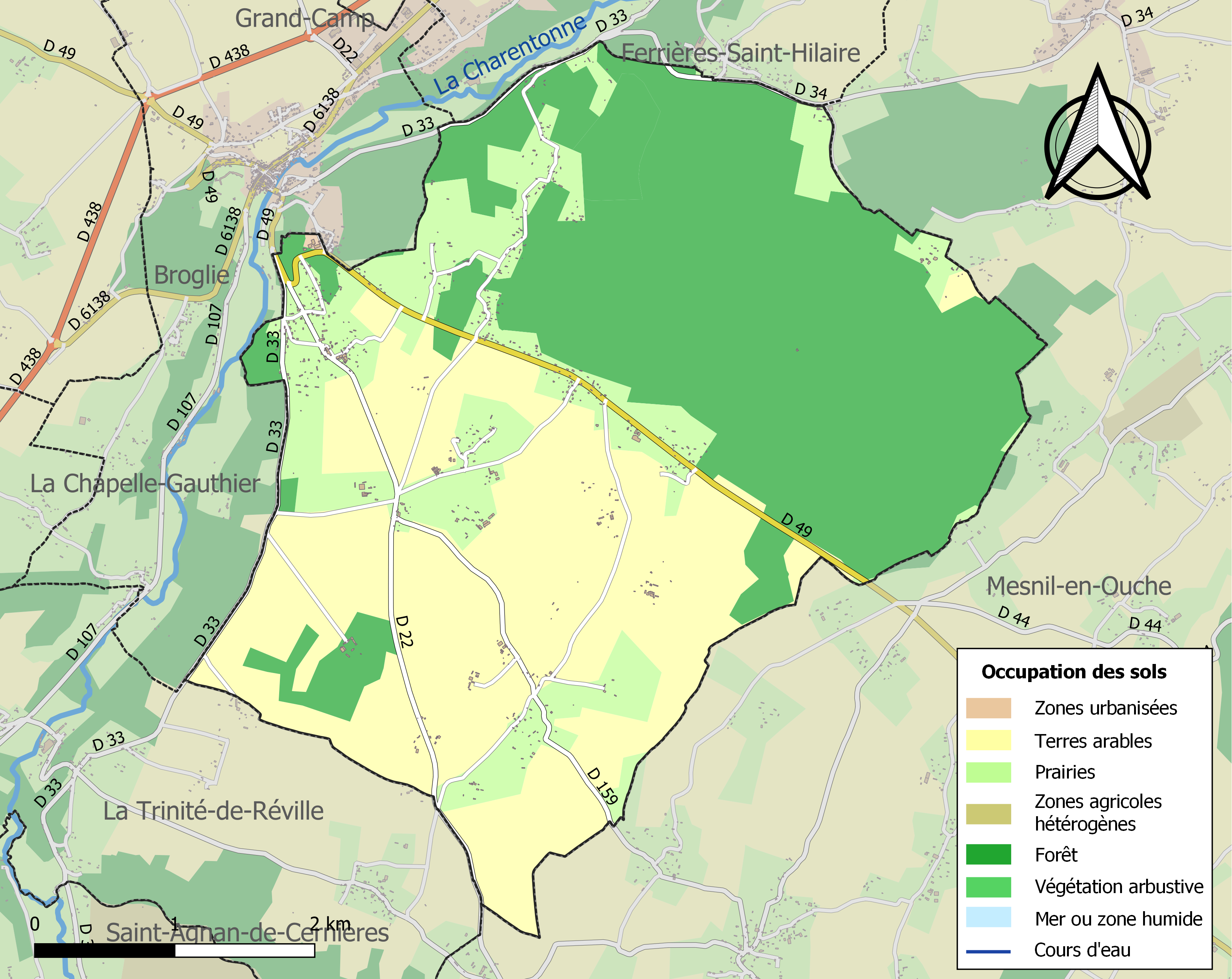
Carte des infrastructures et de l'occupation des sols de la commune en 2018 (CLC).

## Toponymie
Le nom de la localité est attesté sous la forme latinisée Campus Blaque en 1234, Chanblanq au XIIIe siècle (charte de Henri de Ferrières), Camblaque en 1262 (cartulaire de Saint-Évroult), Champ Blac en 1424 (inventaire des titres de l’abbaye du Bec).
Il s'agit d'une formation médiévale. Le premier élément est le mot Champ- au sens d'« étendue de terre propre à la culture » . Le [ʃ] (ch-) initial s'explique ici par la localisation du lieu un peu au sud de la ligne Joret. En effet, celle-ci s'infléchit vers le nord dans le pays d'Ouche, alors que Camembert (Orne, Campo Maimberti fin XIIe siècle et Campum Manberti vers 1350) situé à une latitude inférieure dans le pays d'Auge conserve une phonétique de type normanno-picard avec [k] initial.
Le second élément -blac présente une terminaison -ac qui n'a pas de rapport avec les toponymes suffixés en -ac, typiques du Sud de la France et d'une partie de la Bretagne (comme l'indique d'ailleurs la graphie des formes anciennes en -blaque). Le suffixe -acum, qui explique les autres -ac, a généralement abouti à -ey dans le pays d'Ouche (sinon à -ay ou -y). En réalité, -blac est un nom de personne comme  -membert dans Camembert ou -osoult dans Champosoult (Orne, Campus Osulfi vers 1200).
François de Beaurepaire propose le nom de personne vieux norrois Blakkr, surnom signifiant « sombre, brun grisâtre » (même racine que l'anglais black « noir », issu du vieil anglais blæc « sombre, foncé, brun gris »).
Il existait aussi en moyen anglais, d'autres termes proches phonétiquement et sémantiquement blake, bleach, bleike au sens de « pale, jaune », ainsi que l'anglais moderne bleak qui remonterait au vieux norrois bleikr « blanc, brillant ». Le mot normand blèque « blet, blette » n'est pas une altération phonétique du terme français, mais appartient bien plutôt à cette famille de mots. Il se superpose au vieux norrois bleikr et au vieux saxon blēc.
On retrouve cet anthroponyme dans Blacqueville (Seine-Maritime, jadis Blacrevilla), dans les anciens hameaux de Blactot (à Carentan, Manche et dans le pays de Caux) et Blaquemare à Beuzeville (Eure) combinés respectivement avec les appellatifs norrois topt > -tot et marr > mare.
La graphie officielle ne comporte pas d'article, contrairement à l'usage local qui veut qu'on dise « le Chamblac ».

## Politique et administration
| Période | Période  | Identité                        | Étiquette | Qualité                               |
| ------- | -------- | ------------------------------- | --------- | ------------------------------------- |
| 2008    | 2020     | Pierre Qhauvin                  | SE        | Attaché d'Administration Hospitalière |
| 1830    | 1838     | Charles Gabriel Delanoé         |           |                                       |
| 1838    | 1852     | Jacques Bordeaux                |           |                                       |
| 1852    | ?        | X*** Blin                       |           |                                       |
| ?       | 1868     | X*** Letort                     |           |                                       |
| 1868    | 1871     | X*** Blin (second mandat)       |           |                                       |
| 1871    | 1876     | Joseph Champion                 |           |                                       |
| 1876    | 1878     | Léon Lange                      |           |                                       |
| 1878    | 1919     | Joseph Champion (second mandat) |           |                                       |
| 1919    | 1944     | Jules Leclerc                   |           |                                       |
| 1944    | 1971     | René Champion                   |           |                                       |
| 1971    | 2005     | Robert Zurkinden                |           |                                       |
| 2005    | ?        | Éric Odienne                    |           |                                       |
| 2020    | En cours | Charles-Edouard de Broglie      |           | Propriétaire du Château de Bonneville |

## Démographie
L'évolution du nombre d'habitants est connue à travers les recensements de la population effectués dans la commune depuis 1793. Pour les communes de moins de 10 000 habitants, une enquête de recensement portant sur toute la population est réalisée tous les cinq ans, les populations de référence des années intermédiaires étant quant à elles estimées par interpolation ou extrapolation. Pour la commune, le premier recensement exhaustif entrant dans le cadre du nouveau dispositif a été réalisé en 2006.

En 2022, la commune comptait 359 habitants, en évolution de −8,18 % par rapport à 2016 (Eure : −0,25 %, France hors Mayotte : +2,11 %).
| 1793 | 1800 | 1806 | 1821 | 1831 | 1836 | 1841 | 1846 | 1851 |
| ---- | ---- | ---- | ---- | ---- | ---- | ---- | ---- | ---- |
| 301  | 502  | 552  | 508  | 514  | 513  | 507  | 508  | 506  |

| 1856 | 1861 | 1866 | 1872 | 1876 | 1881 | 1886 | 1891 | 1896 |
| ---- | ---- | ---- | ---- | ---- | ---- | ---- | ---- | ---- |
| 401  | 393  | 401  | 354  | 320  | 308  | 278  | 278  | 290  |

| 1901 | 1906 | 1911 | 1921 | 1926 | 1931 | 1936 | 1946 | 1954 |
| ---- | ---- | ---- | ---- | ---- | ---- | ---- | ---- | ---- |
| 268  | 286  | 277  | 238  | 245  | 254  | 246  | 273  | 289  |

| 1962 | 1968 | 1975 | 1982 | 1990 | 1999 | 2006 | 2011 | 2016 |
| ---- | ---- | ---- | ---- | ---- | ---- | ---- | ---- | ---- |
| 217  | 342  | 351  | 327  | 336  | 376  | 361  | 385  | 391  |

| 2021 | 2022 | - | - | - | - | - | - | - |
| ---- | ---- | - | - | - | - | - | - | - |
| 372  | 359  | - | - | - | - | - | - | - |

## Culture locale et patrimoine

### Lieux et monuments

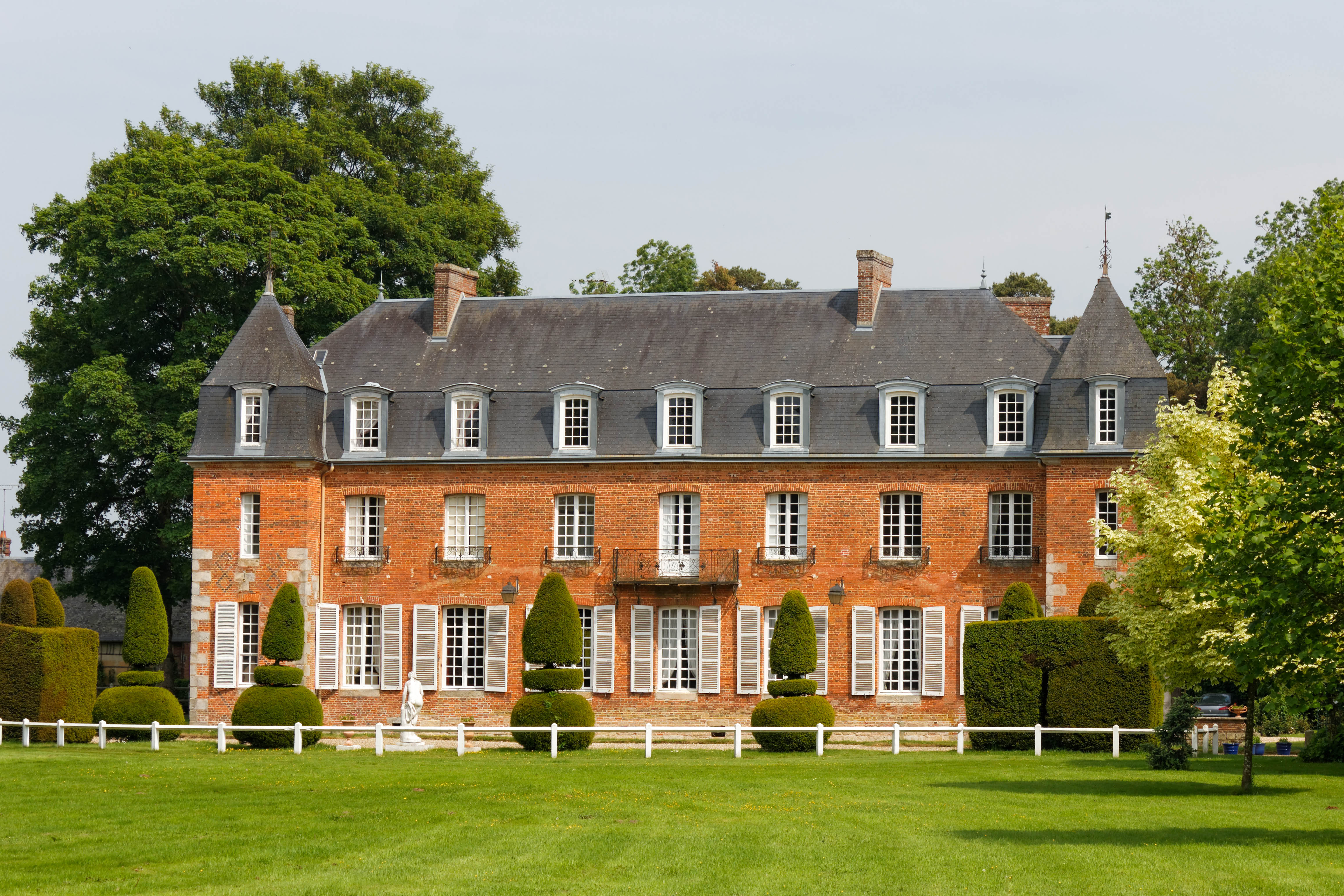
Le château de Bonneville.

- Château de Bonneville, XVIIe siècle,  Inscrit MH (1978, 1991)[27]
- Église Notre-Dame, XVIe siècle.

### Patrimoine naturel

#### Site classé
- Le château de Bonneville et son parc à Chamblac.  Site classé (1964)[28].

### Personnalités liées à la commune
- Nicolas de Bonneville (1732-1805), homme politique né et décédé à Chamblac, député de la noblesse aux états généraux de 1789.
- Léon de La Varende (1765-1849), militaire et homme politique né au Sap, maire de Chamblac, député de l'Eure.
- Jean de La Varende (1887 à Chamblac-1959), écrivain. Dans certaines de ses œuvres, il donne à sa commune natale le nom de « Champnoir ». Nom en rapport avec l'étymologie, puisque le norrois blakkr signifie « brun, sombre » (même mot que l'anglais black, noir).

### Héraldique
| Blason de Chamblac | Blason  | D'argent à deux lions léopardés de gueules l'un au-dessus de l'autre. |
| Blason de Chamblac | Détails | Armes des Bonneville dont le château se trouve sur la commune.        |